# Manuel II de Constantinoble
Manuel II de Constantinoble (en grec medieval Μανουήλ Β΄) va ser patriarca de Constantinoble l'any 1244 després del breu patriarcat de Metodi II de Constantinoble (1240) i d'un període de sede vacante que els historiadors fixen entre un i quatre anys. Va governar la seu durant uns 11 anys (el Protrepticon li assigna fins a 14 anys) i va morir cap a l'any 1255.
Abans de pujar al patriarcat era ja un eclesiàstic destacat entre els clergues de Nicea i considerat molt pietós i sant encara que casat. Tenia un caràcter suau i era servicial i amable, però no tenia gaires coneixements culturals.
Va emetre tres decrets sinodals (Sententiae Synodales) que consten al Ius Graeco-Romanum de Leunclavius, un dels quals està datat l'any 1250.